# Euphorbia armstrongiana
Euphorbia armstrongiana es una especie fanerógama perteneciente a la familia de las euforbiáceas. Es endémica de Australia en Territorio del Norte.

## Taxonomía
Euphorbia armstrongiana fue descrita por Pierre Edmond Boissier y publicado en Prodromus Systematis Naturalis Regni Vegetabilis 15(2): 47. 1862.
Etimología
Euphorbia: nombre genérico que deriva del médico griego del rey Juba II de Mauritania (52 a 50 a. C. - 23), Euphorbus, en su honor – o en alusión a su gran vientre –  ya que usaba médicamente Euphorbia resinifera. En 1753 Carlos Linneo asignó el nombre a todo el género.
armstrongiana: epíteto otorgado en honor del recolecto de plantas John Armstrong (¿-1847), quien recolectó plantas en Australia y Timor enviándolas al Jardín Botánico de Kew.